# Woodall
Woodall és una concentració de població designada pel cens dels Estats Units a l'estat d'Oklahoma. Segons el cens del 2000 tenia 741 habitants.

## Demografia
Segons el cens del 2000, Woodall tenia 741 habitants, 279 habitatges, i 220 famílies. La densitat de població era de 25,6 habitants per km².
Dels 279 habitatges en un 36,6% hi vivien nens de menys de 18 anys, en un 65,2% hi vivien parelles casades, en un 7,9% dones solteres, i en un 21,1% no eren unitats familiars. En el 18,3% dels habitatges hi vivien persones soles el 6,5% de les quals corresponia a persones de 65 anys o més que vivien soles. El nombre mitjà de persones vivint en cada habitatge era de 2,66 i el nombre mitjà de persones que vivien en cada família era de 2,98.
Per edats la població es repartia de la següent manera: un 26,3% tenia menys de 18 anys, un 8,9% entre 18 i 24, un 31,3% entre 25 i 44, un 25,2% de 45 a 60 i un 8,2% 65 anys o més.
L'edat mediana era de 36 anys. Per cada 100 dones de 18 o més anys hi havia 101,5 homes.
La renda mediana per habitatge era de 27.391 $ i la renda mediana per família de 33.438 $. Els homes tenien una renda mediana de 24.000 $ mentre que les dones 18.214 $. La renda per capita de la població era de 13.263 $. Entorn del 13,9% de les famílies i el 19,1% de la població estaven per davall del llindar de pobresa.

## Poblacions més properes
El següent diagrama mostra les poblacions més properes.